# Stenodryas unicolor
Stenodryas unicolor là một loài bọ cánh cứng trong họ Cerambycidae.